# Vincent (Kalifornien)
|  | Dieser Artikel wurde aufgrund von inhaltlichen Mängeln auf der Qualitätssicherungsseite des Projektes USA eingetragen. Hilf mit, die Qualität dieses Artikels auf ein akzeptables Niveau zu bringen, und beteilige dich an der Diskussion! Eine nähere Beschreibung der zu behebenden Mängel fehlt. |

Vincent ist ein census-designated place (CDP) im Los Angeles County im US-Bundesstaat Kalifornien. Das U.S. Census Bureau hat bei der Volkszählung 2020 eine Einwohnerzahl von 15.714 ermittelt. 
Vincent hat eine Landfläche von 3,9 km². Der Name "Vincent" kommt von der wichtigsten Durchgangsstraße, der Vincent Avenue.